# Франклин (окръг, Пенсилвания)
Вижте пояснителната страница за други населени места с името Франклин.
Окръг Франклин (на английски: Franklin County) е окръг в щата Пенсилвания, Съединени американски щати. Площта му е 2002 km², а населението - 154 234 души (2017). Административен център е град Чеймбърсбърг.